# Adliswil
Adliswil je město v okrese Horgen v kantonu Curych ve Švýcarsku. Žije zde přibližně 19 tisíc obyvatel.

## Geografie
Adliswil se nachází v údolí řeky Sihl mezi masivy Albis a Zimmerberg v těsné blízkosti Curychu. Lesy pokrývají třetinu rozlohy obce, osídlení a doprava téměř polovinu a 20 % je stále využíváno zemědělsky.
Sousedními obcemi jsou Curych, Kilchberg, Rüschlikon, Langnau am Albis a na druhé straně pohoří také Stallikon, který patří do okresu Affoltern.

## Historie

Letecký pohled (1931)

Hroby z raného středověku nalezené u hranic s Curychem dokládají osídlení. Nejdříve byly osídleny svahy Zimmerbergu a Albisu, protože dno údolí podél řeky Sihl bylo opakovaně ohrožováno záplavami.
Místní jméno je doloženo od 11./12. století (kolem roku 1050, na kopii ze 16. století, jako Adelenswile, před rokem 1140 pak jako ad Adololdiswile) a vychází z kombinace starohornoněmeckého osobního jména Adalolt, staršího Adalwalt, a koncovky -wīlāri, která se v alamanském období často používala k označení nových zemědělských osad. Místní jméno tedy znamená „u statku Adalwalta“.
Most přes řeku Sihl je doložen již v roce 1475. V 15. století je také zmiňován první mlýn s jezem. Adliswil patřil pod správu curyšských kostelů Grand a Fraumünster a klášterů Muri a Rüti a v roce 1406 byl převeden pod město Curych.
V letech 1942–1945 se v Adliswilu nacházel druhý největší internační tábor ve Švýcarsku, který byl zřízen v důsledku německé okupace jižní Francie. Byl umístěn v prostorách nepoužívané mechanické tkalcovny hedvábí. Zejména němečtí Židé, kteří předtím našli útočiště v jižní Francii, se pak snažili uprchnout do Švýcarska. Tranzitní tábor, který byl navzdory své velikosti mezi obyvatelstvem málo známý kvůli své vojenské izolaci, nabízel místo pro přibližně 500 osob.

## Obyvatelstvo
| Rok            | 1634 | 1836 | 1900 | 1941 | 1960 | 1990   | 2010   | 2012   | 2016   | 2021   | 2022   |
| Počet obyvatel | 315  | 941  | 4717 | 5101 | 9078 | 15 776 | 16 488 | 17 997 | 18 651 | 19 028 | 19 243 |

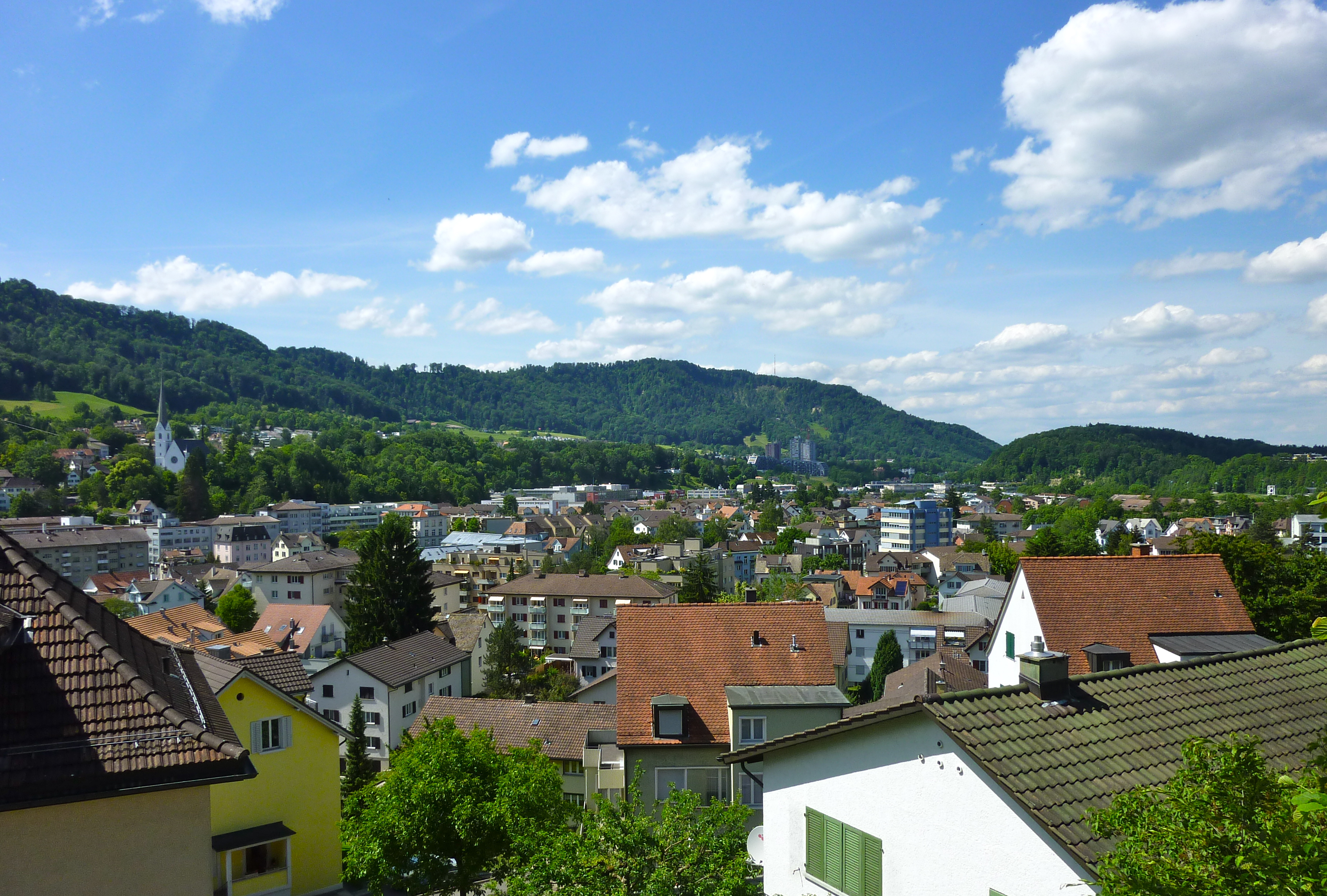
Adliswil s masivem Üetliberg v pozadí

V roce 2022 se 18,02 % obyvatel hlásilo k evangelické reformované církvi, 25,84 % k římskokatolické církvi a 56,14 % k jinému vyznání nebo bez vyznání.

## Hospodářství
V 19. století, kdy byla založena velká přádelna Mechanische Seidenweberei Adliswil (MSA), zažila obec silný růst v důsledku industrializace. V obci sídlil také výrobce čokolády Norma, který se později sloučil se společností Cima-Norma S.A. v Dangio-Torre (dnes obec Blenio v kantonu Ticino).
Mnoho obyvatel pracuje v Curychu. Většina místních podniků působí v terciárním sektoru. Zejména pojišťovny (Generali, Swiss Re) umístily část své administrativy do Adliswilu. Lichtenštejnský výrobce nářadí Hilti má v Adliswilu své švýcarské ústředí. V Adliswilu pracuje ve všech odvětvích celkem asi 5000 lidí.

## Doprava

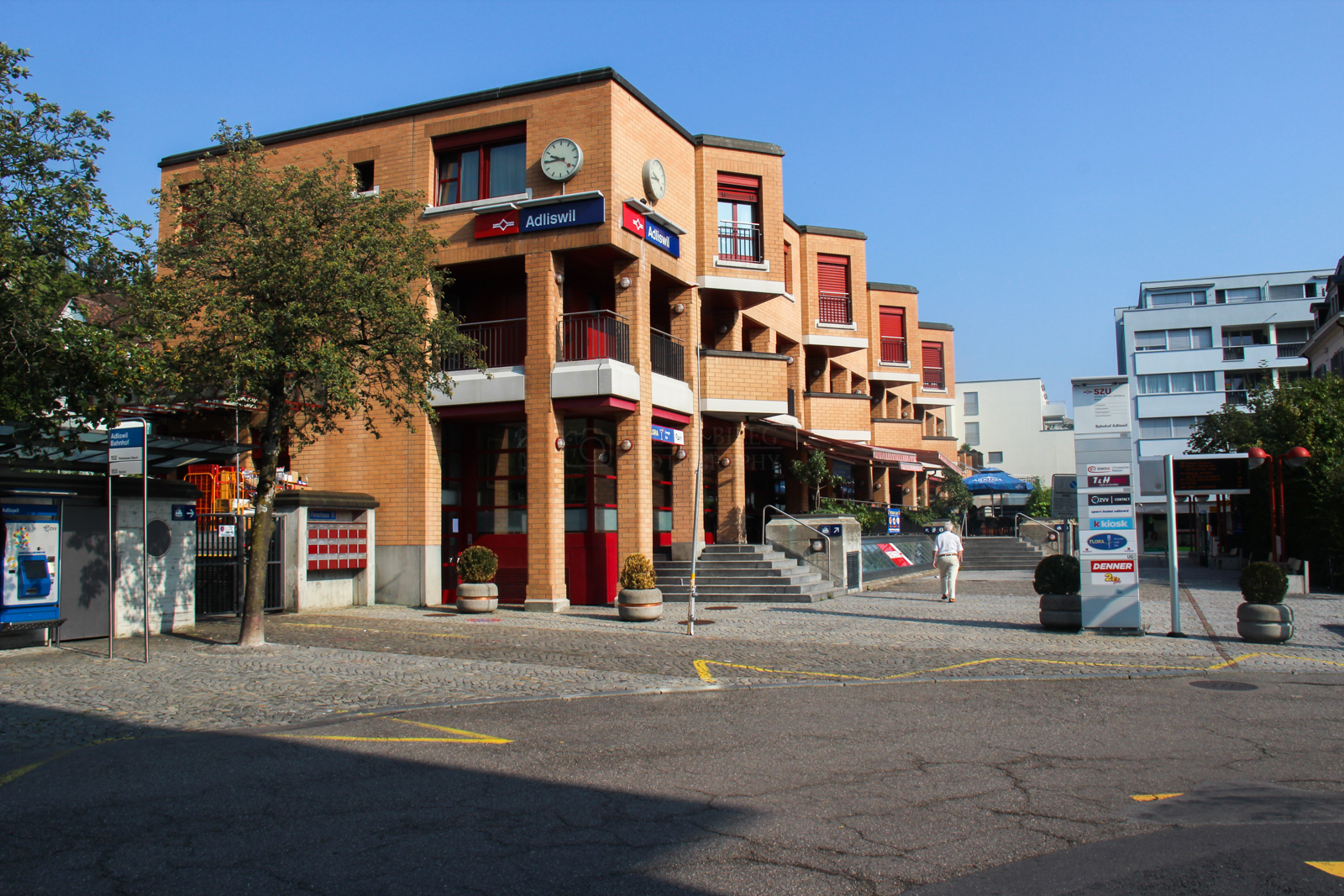
Železniční stanice Adliswil

Nádraží Adliswil leží na trati Sihltalbahn a je obsluhováno vlakovou linkou S4 systému curyšské S-Bahn. Provoz trati zajišťuje společnost Sihltal-Zürich-Uetliberg-Bahn (SZU). Souběžně s tratí vede hlavní silnice z Curychu přes Adliswil a Sihlbrugg do kantonu Zug.
V obci Adliswil provozuje SZU z pověření vlastníků lanovou dráhu Adliswil–Felsenegg (LAF), která byla postavena v roce 1954. LAF je jedinou veřejnou pozemní lanovou dráhou v kantonu Curych.

## Osobnosti
- Ferdinand Kübler (1919–2016), cyklista
- Ernst Gisel (1922–2021), architekt a pedagog
- Jürg Röthlisberger (* 1955), judista
- Kamil Krejčí (* 1961), česko-švýcarský herec a režisér
- Bettina Bungeová (* 1963), tenistka
- Dominik Blum (* 1964), hudebník